# Équipe d'Azerbaïdjan féminine de basket-ball
Cet article traite de l'équipe féminine. Pour l'équipe masculine, voir Équipe d'Azerbaïdjan masculine de basket-ball.
Maillots
L'équipe d'Azerbaïdjan féminine de basket-ball est l'équipe nationale qui représente l'Azerbaïdjan dans les compétitions internationales féminines de basket-ball. Elle est placée sous l'égide de la Fédération d'Azerbaïdjan de basket-ball.

## Résultats

### Palmarès
| Compétitions mondiales                             | Compétitions continentales                                          |
| -------------------------------------------------- | ------------------------------------------------------------------- |
| - Jeux olympiques - Néant - Coupe du monde - Néant | - EuroBasket - Néant - Championnat d'Europe des petits pays - Néant |

### Parcours en compétitions internationales

#### Jeux olympiques
| Année | Position                      |      | Année         | Position |               | Année | Position |
| 1976  | Membre de l' Union soviétique | 1996 | Non qualifiée | 2016     | Non qualifiée |       |          |
| 1980  | Membre de l' Union soviétique | 2000 | Non qualifiée | 2020     | Non qualifiée |       |          |
| 1984  | Membre de l' Union soviétique | 2004 | Non qualifiée | 2024     | Non qualifiée |       |          |
| 1988  | Membre de l' Union soviétique | 2008 | Non qualifiée | 2028     | -             |       |          |
| 1992  | Membre de l' Équipe unifiée   | 2012 | Non qualifiée | 2032     | -             |       |          |

#### Coupe du monde
| Année | Position                      |      | Année                         | Position |               | Année | Position |
| 1953  | Membre de l' Union soviétique | 1979 | Membre de l' Union soviétique | 2006     | Non qualifiée |       |          |
| 1957  | Membre de l' Union soviétique | 1983 | Membre de l' Union soviétique | 2010     | Non qualifiée |       |          |
| 1959  | Membre de l' Union soviétique | 1986 | Membre de l' Union soviétique | 2014     | Non qualifiée |       |          |
| 1964  | Membre de l' Union soviétique | 1990 | Membre de l' Union soviétique | 2018     | Non qualifiée |       |          |
| 1967  | Membre de l' Union soviétique | 1994 | Non qualifiée                 | 2022     | Non qualifiée |       |          |
| 1971  | Membre de l' Union soviétique | 1998 | Non qualifiée                 | 2026     | -             |       |          |
| 1975  | Membre de l' Union soviétique | 2002 | Non qualifiée                 | 2030     | -             |       |          |

#### Championnat d'Europe des petits pays
| Année | Position                      |      | Année              | Position |                    | Année | Position |
| 1989  | Membre de l' Union soviétique | 2004 | 7e                 | 2018     | N'a pas participer |       |          |
| 1991  | Membre de l' Union soviétique | 2006 | N'a pas participer | 2021     | N'a pas participer |       |          |
| 1993  | N'a pas participer            | 2008 | 7e                 | 2022     | N'a pas participer |       |          |
| 1996  | N'a pas participer            | 2010 | N'a pas participer | 2024     | N'a pas participer |       |          |
| 1998  | N'a pas participer            | 2012 | 7e                 | 2026     | -                  |       |          |
| 2000  | N'a pas participer            | 2014 | 6e                 | 2028     | -                  |       |          |
| 2002  | N'a pas participer            | 2016 | N'a pas participer | 2030     | -                  |       |          |